# Sân bay Durham Tees Valley
Sân bay Durham Tees Valley (IATA: MME, ICAO: EGNV) là một sân bay quốc tế nằm ở Darlington, Đông Bắc nước Anh, cự ly khoảng 10 mi(16 km) về phía tây nam của Middlesbrough và 24 mi (39 km) về phía nam của Durham. Sân bay phục vụ các hạt Durham, Teesside và các khu vực của Bắc Yorkshire, và nằm gần ngôi làng của Middleton St George ở Borough của Darlington. Sân bay vẫn được người ta công nhận rộng rãi theo tên trước đây của nó, sân bay quốc tế Teesside
Năm 2013, sân bay này phục vụ 161.092 lượt khách